# Bad Nieuweschans (stacja kolejowa)
Bad Nieuweschans – stacja kolejowa w Bad Nieuweschans, w prowincji Groningen, w Holandii. Została otwarta 1 listopada 1868 roku.